# Жеймяй
Жеймяй (лит. Žeimiai) — местечко в Ионавском районе Каунасского уезда в центральной Литве.

## География
Расположено в 11 км к северу от Ионавы. Через него проходят автодороги на Ионаву, Каунас и Шету.

## Достопримечательности
В местечке имеются несколько исторических зданий — усадьба (вторая половина 18 века, построена по инициативе Д. Медекши, отремонтирована в начале 20 века, ныне частная): небольшой дворец (конец 18 в., перестроен в 19 в., 20 в.), амбар (конец 18 в., реконструирован в 1893 г., неоднократно ремонтировался во второй половине 20 в.), конюшни, остатки башни (вторая половина 19 века — начало 20 века), часовня в стиле барокко (1768 год, реставрирована в 1969 году по проекту архитектора В. Габриунаса), купетин (конец 19 века — начало 20 века)), кафе-мороженое (вторая половина 19 века, частично перестроено во второй половине 20 века), ворота в стиле классицизма (19 век), парк (вторая половина 18 века).

## История
Первое упоминание датируется 1319 годом. В нём указано, что воины Великого князя литовского Гедимина участвовали в сражении под Жеймяем. В конце 15 века упоминается усадьба в Жеймяе, а в 1528 г. — само местечко. Церковь, построенная до 1522 г., некоторое время (до 1631 г.) принадлежала евангелическим реформаторам. С 1542 года в течение нескольких десятилетий функционировала Евангелическо-лютеранская церковь. В 17 веке функционировала типография. Известен пожар в Жеймяе, датируемый 1613 г. Во время восстания 1830—1831 годов Жеймяй некоторое время был штабом Антония Гелгуда.Со второй половины 19 века до 1950 Жеймяй был центром уезда. После восстановления Литвы как государства (1918 г.) в местечке действовали небольшое потребительское общество, 10 складов и приют. В 1941 и 1948 годах из местечка было депортировано 17 жителей. Евреи Жеймяя были расстреляны 8 августа 1941 года в Даукшяе (Кедайнский район). После Великой Отечественной войны в окрестностях действовали партизаны округа Большая Кова. Во время советской власти Жеймяй был центральным поселком колхоза. В 2007 году был утвержден герб населённого пункта.

## Население
В 1833 году проживало 224 человека, в 1897 г. — 458, 1923 г. — 460, 1959 г. — 614, 1970 г. — 715, 1979 г. — 877, 1989 г. — 949, 2001 г. — 962, 2011 г. — 860, а по данным на 2021 год 734 жителя.